# Gwynne Cars

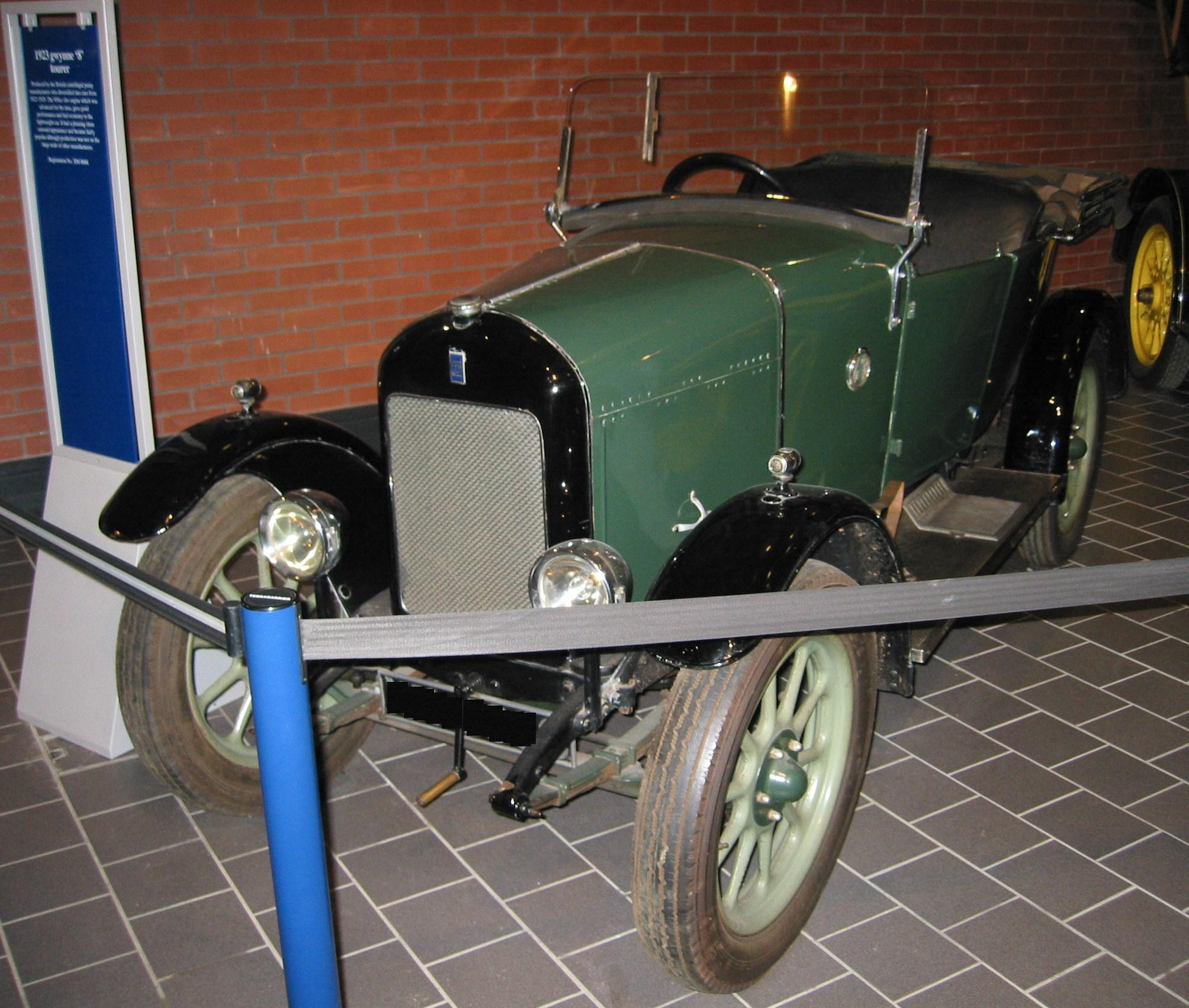
Gwynne von 1923

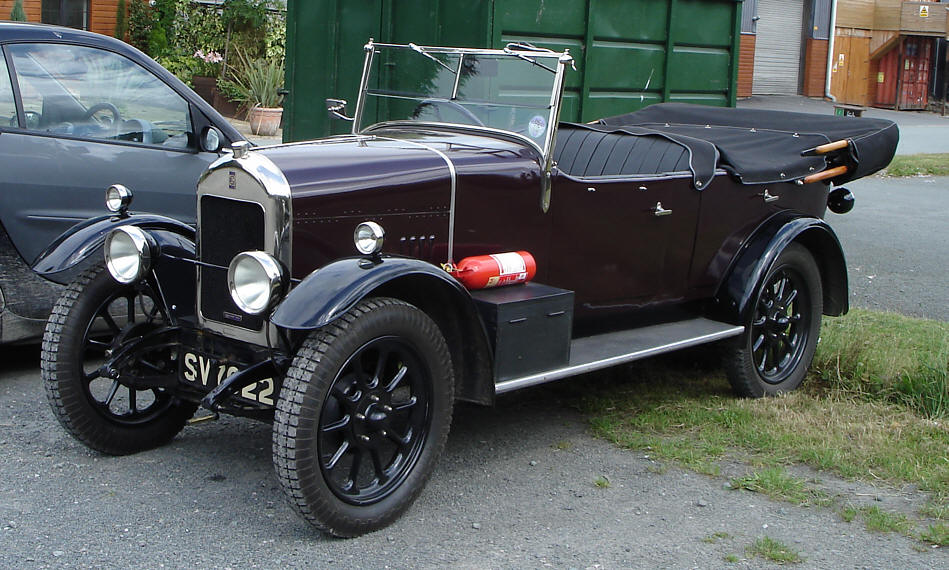
Gwynne von 1929

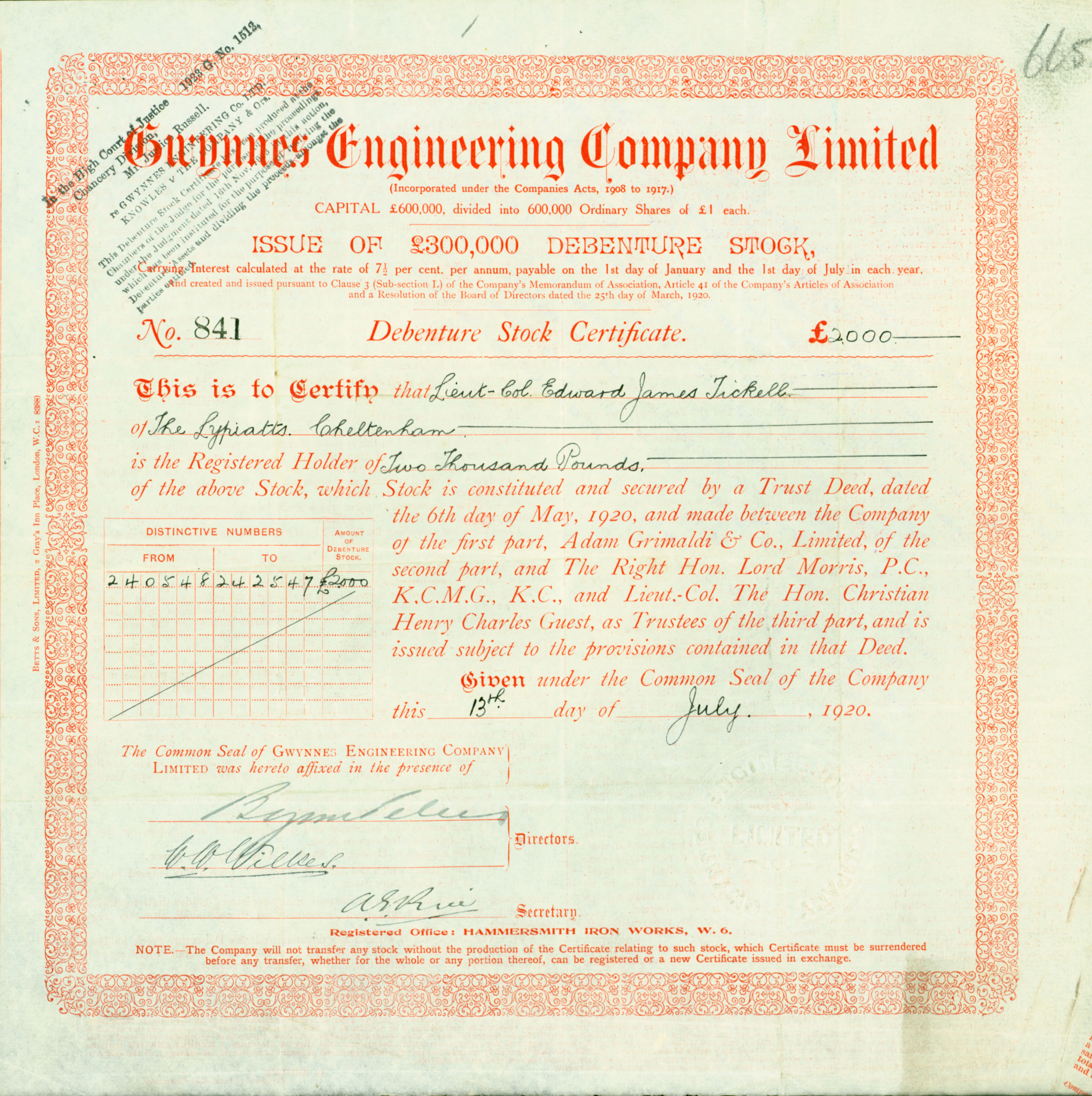
Aktie der Gwynnes Engineering Company Ltd vom 13. Juli 1920

Gwynne Cars war ein britischer Hersteller von Automobilen.

## Unternehmensgeschichte
Das Unternehmen Gwynne’s Engineering Co Limited begann 1922 in Chiswick mit der Produktion von Automobilen. 1925 erfolgte die Umbenennung in Gwynne Cars Limited. 1929 endete die Produktion.

## Fahrzeuge
Das erste Modell 8 HP erschien 1922. Es war – wie alle folgenden Modelle – mit einem Vierzylindermotor ausgestattet. Der Motor leistete aus 950 cm³ Hubraum 24 PS. 1926 wurde der Hubraum auf 1020 cm³ erhöht, und 1927 wurde das Modell eingestellt. Die Modelle Albert von 1922 bis 1923 und 14/40 HP von 1922 bis 1928 besaßen Motoren mit 1944 cm³ Hubraum. Außerdem gab es 1923 den 11,9 HP mit 1496 cm³ Hubraum. Das letzte Modell war der 10 HP, den es von 1926 bis 1929 gab. Der Motor dieses Modells leistete aus 1247 cm³ Hubraum 24 PS.
Ein Fahrzeug dieser Marke ist im Bentley Wildfowl & Motor Museum in Halland in East Sussex zu besichtigen. Ein anderes Fahrzeug aus der Palmen Collection wurde 2023 für 12.791 Euro versteigert.